# Amador City
Amador City és una població dels Estats Units a l'estat de Califòrnia. Segons el cens del 2007 tenia 213 habitants.

## Demografia
Segons el cens del 2000, Amador City tenia 196 habitants, 85 habitatges, i 54 famílies. La densitat de població era de 229,3 habitants per km².
Dels 85 habitatges en un 23,5% hi vivien nens de menys de 18 anys, en un 43,5% hi vivien parelles casades, en un 15,3% dones solteres, i en un 35,3% no eren unitats familiars. En el 27,1% dels habitatges hi vivien persones soles el 10,6% de les quals corresponia a persones de 65 anys o més que vivien soles. El nombre mitjà de persones vivint en cada habitatge era de 2,31 i el nombre mitjà de persones que vivien en cada família era de 2,76.
Per edats la població es repartia de la següent manera: un 19,4% tenia menys de 18 anys, un 7,7% entre 18 i 24, un 27% entre 25 i 44, un 32,7% de 45 a 60 i un 13,3% 65 anys o més.
L'edat mediana era de 42 anys. Per cada 100 dones de 18 o més anys hi havia 100 homes.
La renda mediana per habitatge era de 45.625 $ i la renda mediana per família de 39.861 $. Els homes tenien una renda mediana de 30.313 $ mentre que les dones 16.250 $. La renda per capita de la població era de 17.963 $. Entorn del 14% de les famílies i el 22,9% de la població estaven per davall del llindar de pobresa.

## Poblacions més properes
El següent diagrama mostra les poblacions més properes.